# マリア (テレビドラマ)
マリアは、2001年7月4日-9月12日の水曜22:00-22:54（JST）にTBS系列で放送されたテレビドラマ。最終回のみアメリカ同時多発テロ事件ニュースによる時間変更で22:30-23:24（JST）に放送。

## キャスト
- 坂本宇宙（そら） - 浅野温子
- 坂本一海（うみ） - 岸惠子
- 大沢大陸（りく） - 岡江久美子
- 坂元明 - 東幹久
- 坂本美々（みみ） - 菊川怜
- 坂本陽世（ひよ） - 後藤真希
- 遠藤新之助 - 岡田義徳
- 富田耕三 - 関口知宏
- 高原俊哉 - 勝地涼
- 峯村リエ

## スタッフ
- 脚本：橋本裕志、鈴木勝秀
- プロデューサー：船津浩一
- 演出：星田良子、髙橋伸之
- 音楽：S.E.N.S.（BMG JAPAN）
- 協力：ベイシス、バスク、フジアール、アックス、緑山スタジオ・シティ、砧スタジオ
- 制作：共同テレビ
- 製作：TBS

## 音楽
主題歌
- 「I WILL GET YOUR KISS」 中川晃教

メインテーマ
- 「MARIA」 S.E.N.S.

## サブタイトル
| 各話                                                       | 放送日        | サブタイトル                 | 脚本     | 演出     | 視聴率 |
| ---------------------------------------------------------- | ------------- | ---------------------------- | -------- | -------- | ------ |
| 第1話                                                      | 2001年7月4日  | もう一度人を信じようと思った | 橋本裕志 | 星田良子 | 13.0%  |
| 第2話                                                      | 2001年7月11日 | この娘は私が必ず守る!        | 橋本裕志 | 星田良子 | 12.1%  |
| 第3話                                                      | 2001年7月18日 | 命をかけた父娘の約束!!       | 鈴木勝秀 | 星田良子 | 12.4%  |
| 第4話                                                      | 2001年7月25日 | つらい決断と15才の涙!!       | 橋本裕志 | 髙橋伸之 | 9.8%   |
| 第5話                                                      | 2001年8月1日  | 12年ぶりに現れた恋人!        | 鈴木勝秀 | 星田良子 | 10.3%  |
| 第6話                                                      | 2001年8月15日 | 恋愛か仕事か女の決断!        | 橋本裕志 | 星田良子 | 8.0%   |
| 第7話                                                      | 2001年8月22日 | 愛する子どもを守り抜け       | 鈴木勝秀 | 髙橋伸之 | 9.9%   |
| 第8話                                                      | 2001年8月29日 | 涙！さようなら、陽世…        | 橋本裕志 | 星田良子 | 8.6%   |
| 第9話                                                      | 2001年9月5日  | 二人だけのラストダンス       | 鈴木勝秀 | 髙橋伸之 | 8.4%   |
| 最終話                                                     | 2001年9月12日 | いつまでも忘れない!          | 橋本裕志 | 星田良子 | 8.8%   |
| 平均視聴率10.1% （視聴率は関東地区・ビデオリサーチ社調べ） |               |                              |          |          |        |

※ 8月8日は『世界陸上』・『カナダ エドモントン大会』中継のため休止
※ 9月12日(最終話)は「アメリカ同時多発テロ」関連の報道特番のため22:30 - 23:24に変更して放送。